# Lesteva fasciata
Lesteva fasciata (лат.) — вид жуков-стафилинид из подсемейства Omaliinae. Закавказье, Центральная и Средняя Азия (Азербайджан, Туркмения, Иран, Узбекистан). Длина взрослых жуков 4,0—4,9 мм. Основная окраска красновато-коричневая. От близких видов отличается длинными усиками, достигающими трети длины надкрылий. Глаза крупные, примерно в полтора (1,3−1,6) раза длиннее висков. Переднеспинка широкая. Темя с двумя глазками. Вертлуги задних ног крупные. Надкрылья короткие. Описанные ранее таксоны L. turkestanica Luze, 1904 и L. transcaspica Bernhauer, 1935 оказались тем же видом, что и Lesteva fasciata.